# Palazzo Cheval
Il palazzo Ideale del postino Cheval, in francese Palais Idéal du facteur Cheval, è un edificio situato nel paese di Hauterives, nel dipartimento francese della Drôme.
Costruito alla fine dell'Ottocento da un postino francese di nome Ferdinand Cheval, rappresenta un particolare esempio di architettura naïf che attirò la curiosità di artisti illustri come André Breton, Max Ernst e Pablo Picasso; dal 1969 è considerato monument historique ed è meta turistica visitabile tutto l'anno.

## Storia

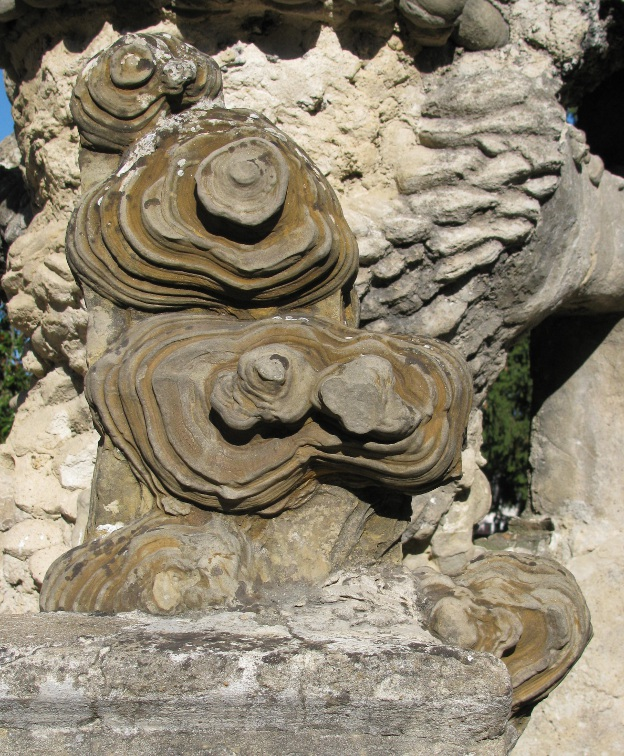
La pietra su cui inciampò Ferdinand Cheval, conservata nel palazzo

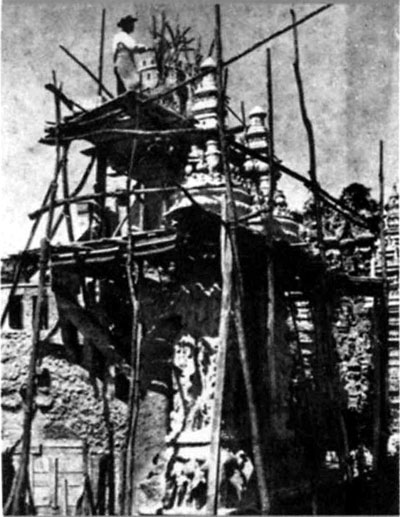
Una rara immagine di Ferdinand Cheval al lavoro

L'origine di questa curiosa opera architettonica risiederebbe in un fatto, apparentemente banale, che accadde al suo autore: Ferdinand Cheval. Secondo quanto da lui riferito, camminando nei paraggi del terreno dove in seguito sorse l'edificio, inciampò in una pietra dalla forma particolare e articolata. Egli la raccolse e le diede il nome di «pierre d'achoppement» (pietra d'inciampo). Ritornato sul luogo dove l'aveva trovata, scoprì che il terreno ne conservava molte altre dalle forme simili; la particolare morfologia naturale di questi massi lo avrebbe incuriosito e stimolato al punto di collezionarli sistematicamente, formando una vasta raccolta che in seguito lo portò a costruire, da vero e proprio architetto autodidatta, il suo "palazzo immaginario".
Questa sua passione non passò inosservata anche perché, durante il suo consueto itinerario di postino, Cheval era solito raccogliere pietre ovunque e riporle nelle tasche o nella borsa a tracolla che portava con sé; presto gli abitanti di Hauterives lo considerarono una persona quanto meno eccentrica.
Pur senza avere nozioni di architettura e dei materiali da costruzione, per ben 33 anni Ferdinand Cheval trascorse molte ore del suo tempo libero a realizzare autonomamente il suo sogno, talvolta anche di notte, rischiarato soltanto dalla fioca luce di una lampada a petrolio. La realizzazione dell'edificio iniziò nel 1879 e inizialmente si dedicò a quella che in seguito divenne la facciata orientale; l'opera di costruzione proseguì a più riprese e venne terminata nel 1902. Per la sua curiosa forma e per il complesso apparato decorativo il Palais Idéal divenne presto l'attrazione del luogo e non passò inosservato nemmeno ad illustri personaggi dell'arte come i surrealisti André Breton e Max Ernst, nonché al celebre Pablo Picasso che ne fu affascinato.
Nel 1969 il Palais Idéal du facteur Cheval venne riconosciuto monumento nazionale di Francia dal ministro della cultura André Malraux e dichiarato, con un decreto del 12 settembre 1975, simbolo culturale e patrimonio da tutelare; dal 1983 al 1993 fu effettuato un intervento di restauro conservativo del palazzo e dei giardini. Nel 1994 il comune di Hauterives acquista il palazzo, visitato ogni anno da migliaia di turisti.

## Descrizione

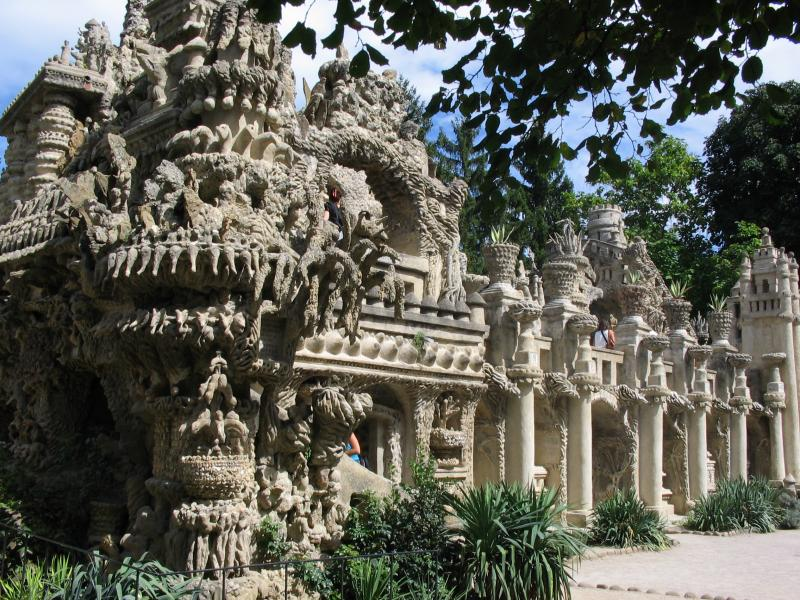
Prospetto laterale del Palais idéal

Considerato uno straordinario esempio di architettura naïf con forti connotazioni di Art Brut, il Palais Idéal è costruito interamente con pietre unite da malta e cemento e presenta un complesso quanto singolare apparato decorativo caratterizzato da elementi antropomorfi e allegorici, che traggono ispirazione dalla tradizione cristiana della Bibbia e della mitologia Indù. 
L'edificio, la cui costruzione ha richiesto l'impiego di circa 100.000 pietre, non contiene stanze o ambienti abitabili, ma soltanto un labirinto costituito da un insieme di corridoi, grotte, camminamenti e terrazze che si sviluppano in modo fantasioso e che riportano la fitta decorazione che contraddistingue l'intera opera.
La struttura misura 26 metri di lunghezza per 14 di larghezza e raggiunge un'altezza massima di 11 metri di altezza, per un'ampiezza di circa 350 metri quadrati; esso si sviluppa attorno ad un bacino artificiale, realizzato dallo stesso Cheval, che gli diede il nome di "Sorgente di Vita" (Source de Vie). Posta più a nord, vi è un'altra cascata che il postino chiamò, invece, "Sorgente della Saggezza" (Source de la Sagesse).
La facciata principale è esposta a oriente, inizialmente prese il nome di "Monumento egizio" (Monument égyptien) e fu completata nel 1891. A questa si aggiunse una facciata a sud, chiamata "Tempio Hindù" (Temple Hindou), a guardia della quale si stagliano le caratteristiche figure dei "Giganti" (Géants), rappresentazioni allegoriche di Giulio Cesare, Vercingetorige e Archimede.

### Facciata est

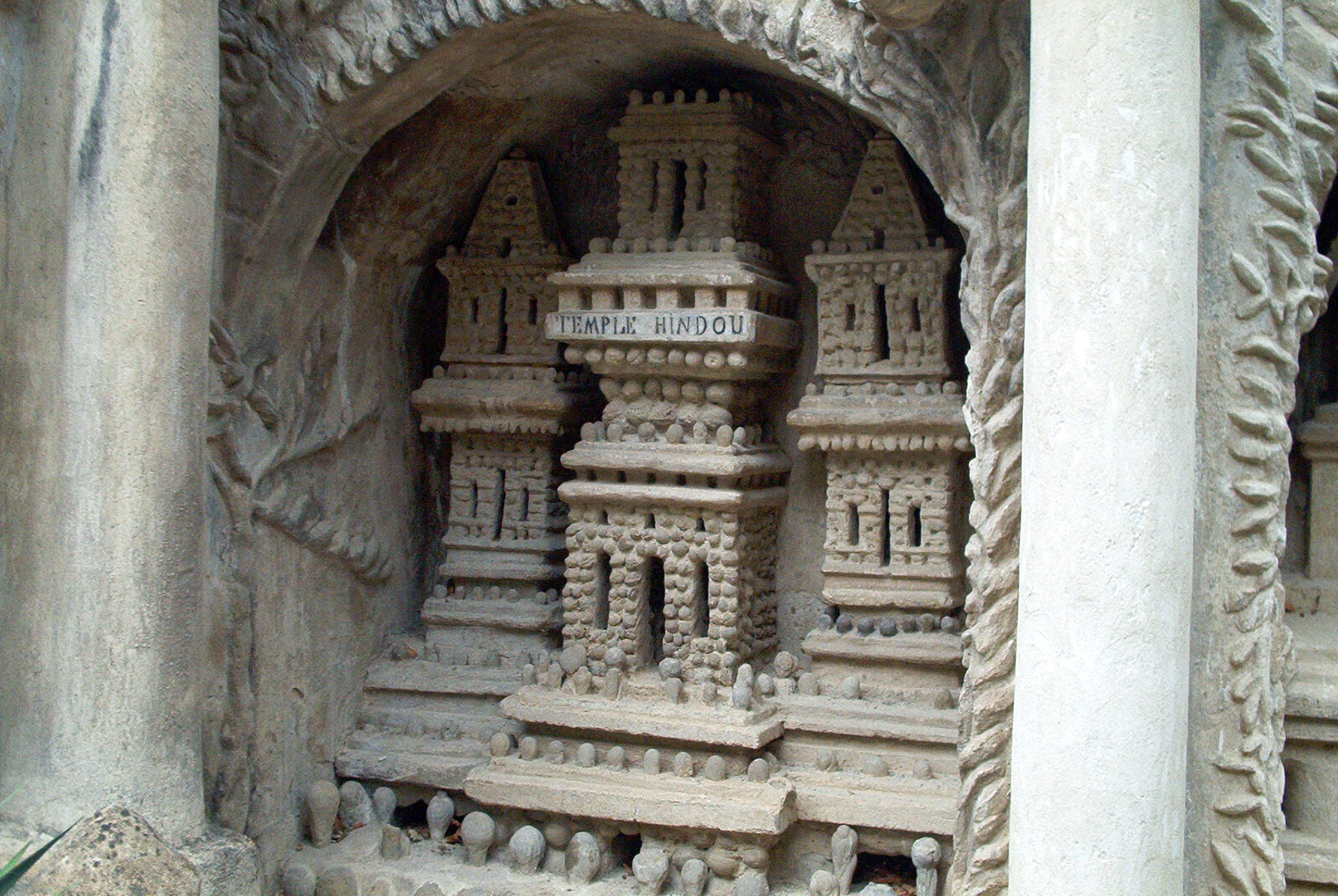
Dettaglio del tempio indù

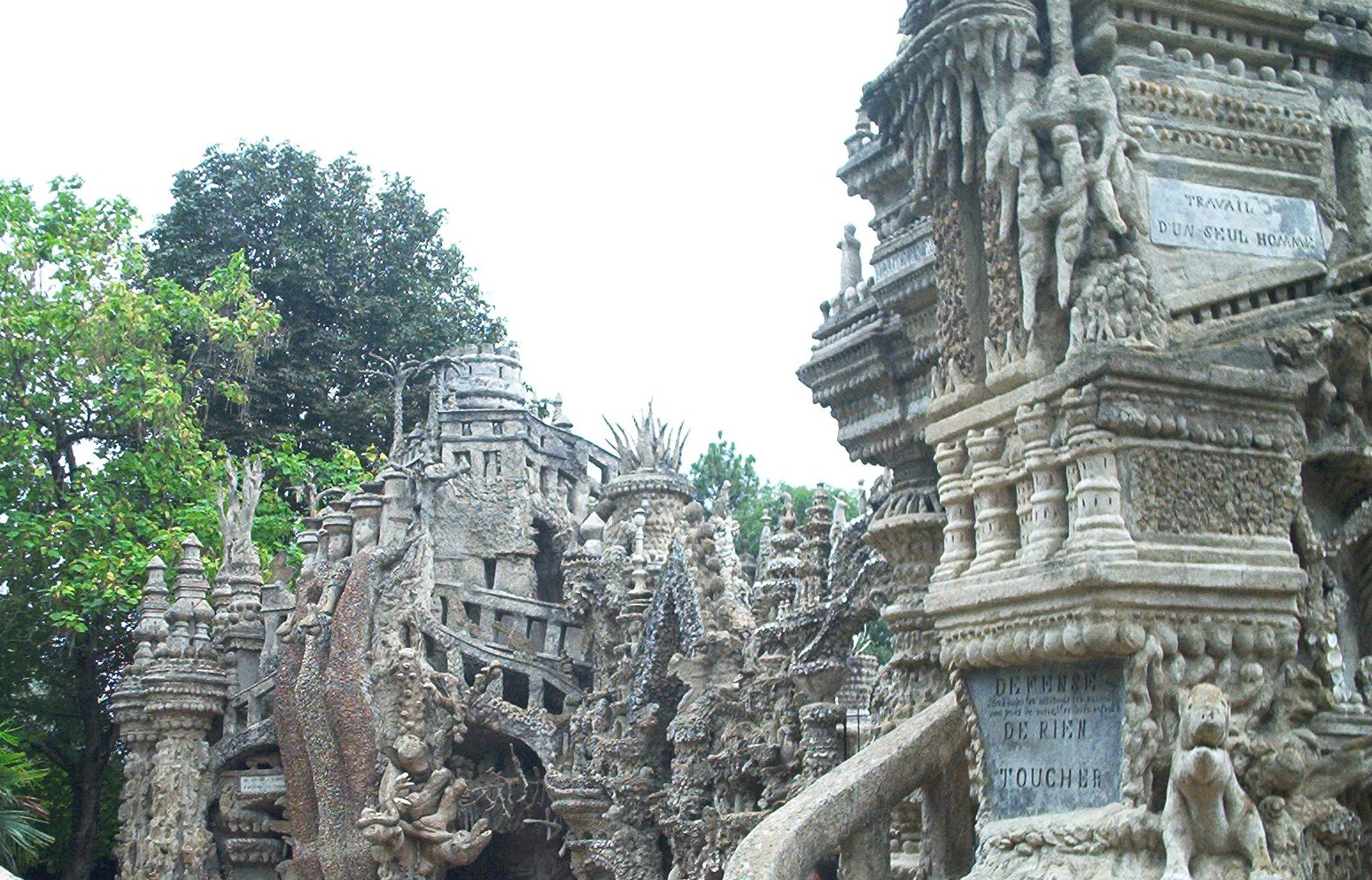
Vista della facciata Est del Palais idéal

Ferdinand Cheval iniziò la sua opera lavorando i primi vent'anni alla sontuosa facciata est, che chiamò Monument égyptien. Il tema di questa parte dell'edificio si intuisce nell'evoluzione della decorazione, la quale presenta degli elementi fitomorfi di influenza egizia che riproducono una vegetazione lussureggiante alternata a nicchie e grotte. In seguito fu identificata come "Tempio della Natura".

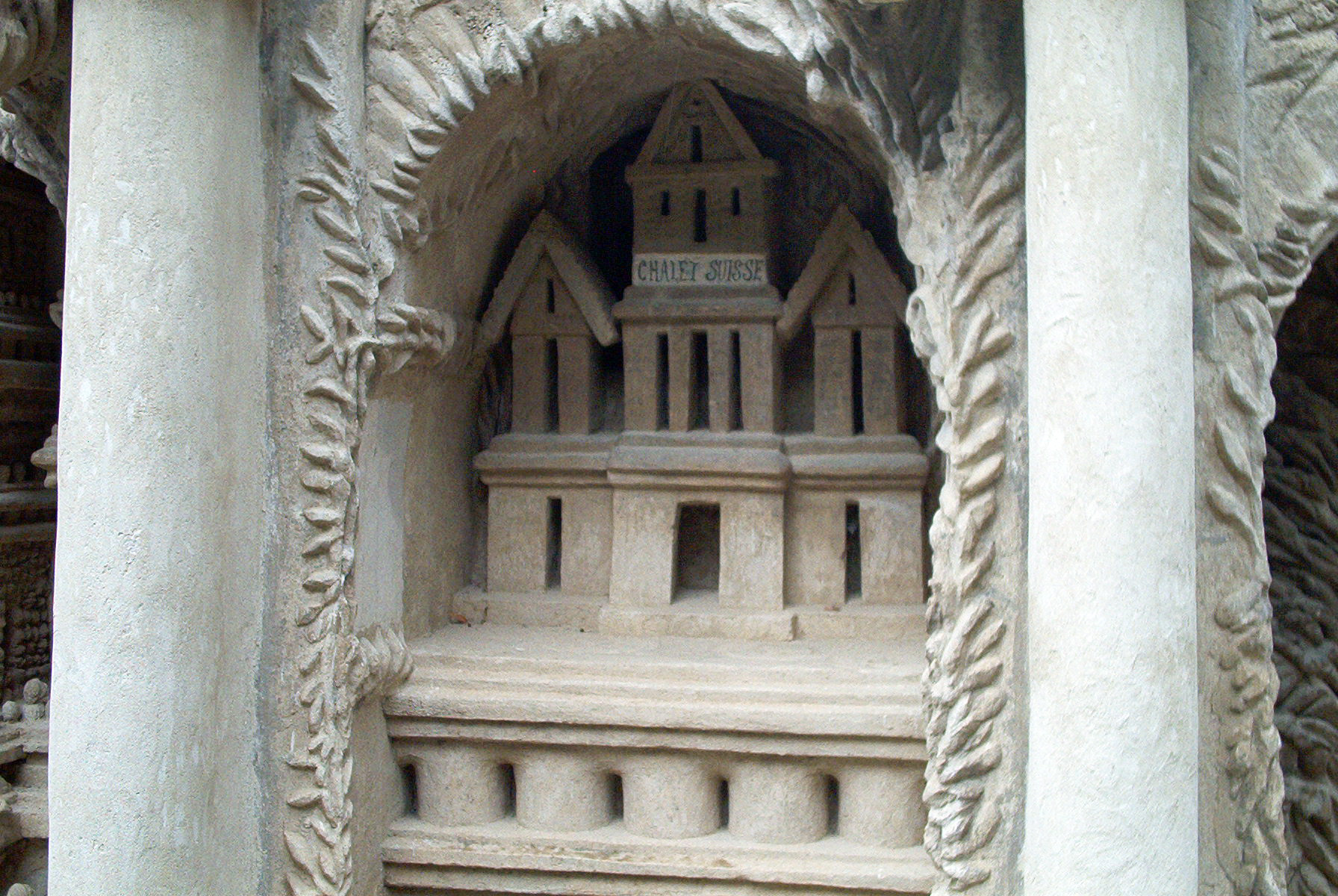
Dettaglio dello chalet svizzero

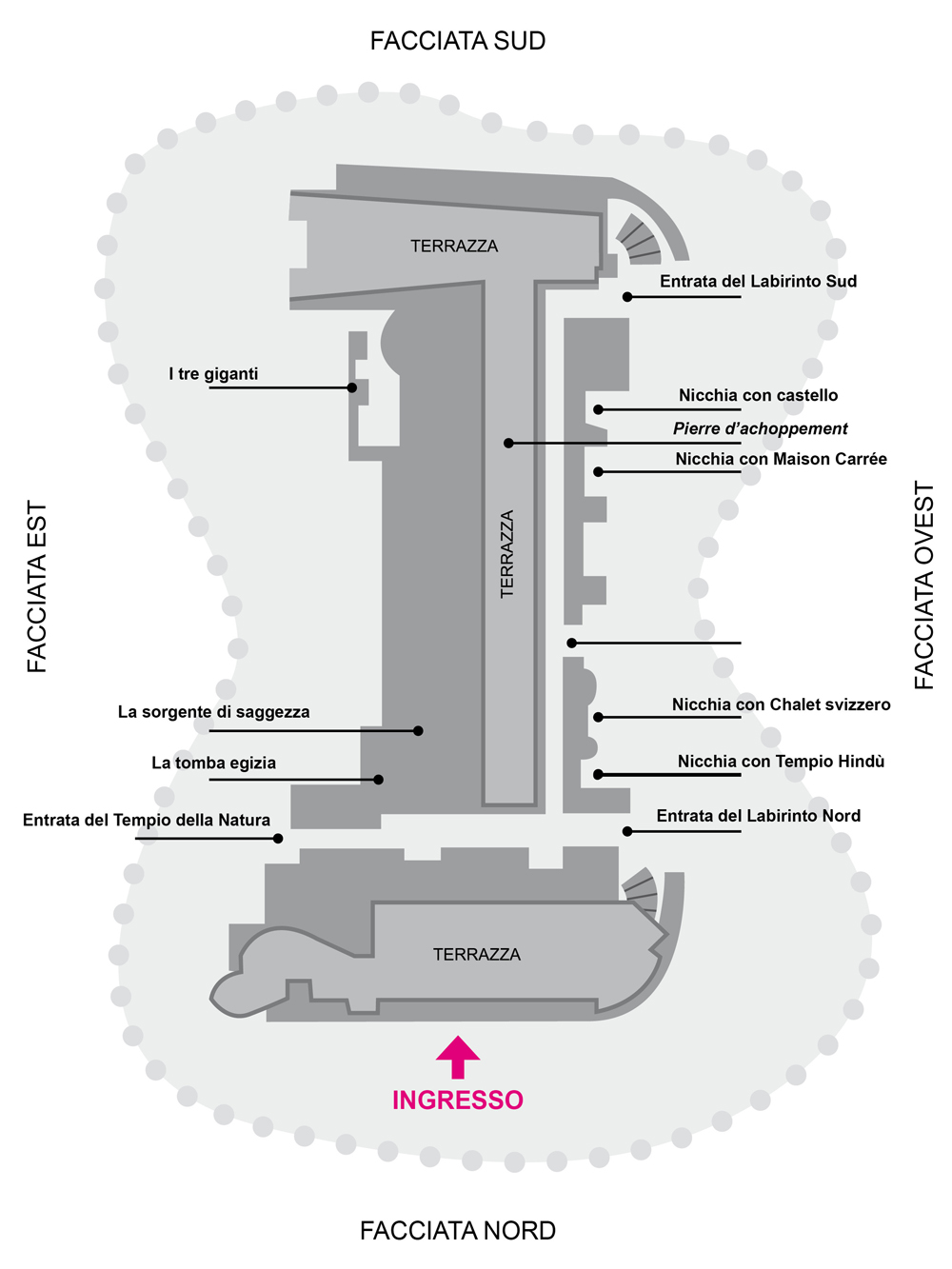
Una planimetria esemplificativa della struttura

### Facciata ovest
La decorazione di questa porzione della struttura appare assai meno organica e più rigorosa ed è caratterizzata da svariate riproduzioni architettoniche in miniatura posizionate all'interno di nicchie che rappresentano, rispettivamente, una moschea, un tempio indù, uno chalet svizzero, un castello medievale e la Maison Carrée di Algeri. 
Da questo lato dell'edificio si può accedere ad una galleria di circa venti metri di lunghezza decorata da piccole sculture antropomorfe.
Al di sopra della facciata si trova una terrazza di circa 23 metri di lunghezza alla quale si accede mediante una scalinata.

### Facciate nord e sud
La facciata nord è caratterizzata da una decorazione di figure zoomorfe che riproducono cervi, pellicani, coccodrilli che ben si raccorda alla facciata est dove è rappresentato il "Tempio della Natura".
La facciata sud, invece, è un omaggio di Cheval alle civiltà antiche e presenta anch'essa un accesso alla terrazza sovrastante attraverso una scalinata.

## Mausoleo

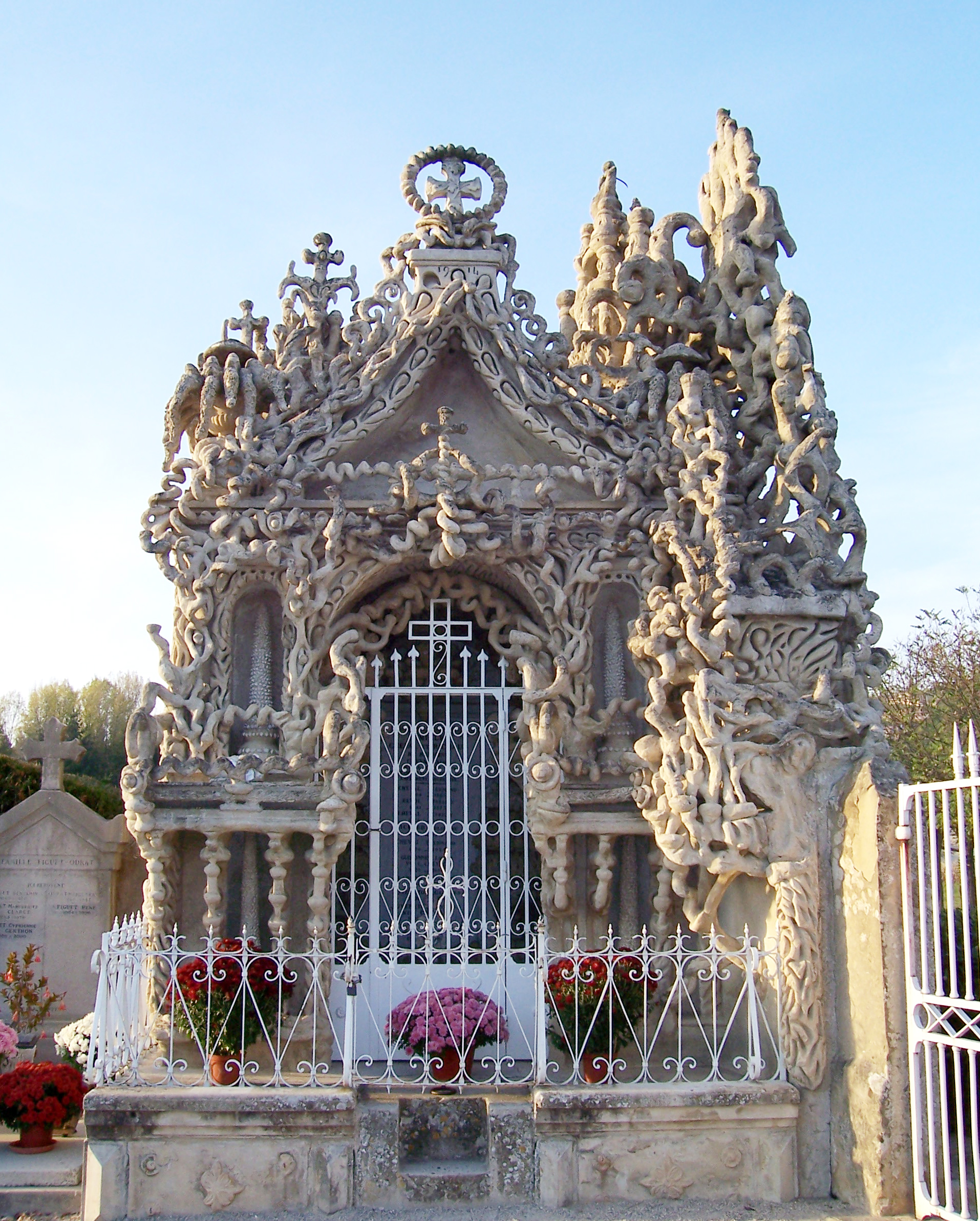
La tomba di Ferdinand Cheval nel cimitero di Hauterives

Durante la sua vecchiaia, Ferdinand Cheval espresse il desiderio di essere seppellito all'interno del proprio palazzo. Tuttavia, secondo le leggi francesi dell'epoca, ciò sarebbe stato possibile soltanto in seguito alla cremazione, una pratica allora poco diffusa.
Per questa ragione Cheval dedicò otto dei suoi ultimi dieci anni di vita alla costruzione di un mausoleo nel cimitero di Hauterives a cui diede il nome di Tombeau du silence et du repos sans fin ("Tomba del silenzio e del riposo senza fine"). Qui fu sepolto nel 1924.

## Riconoscimenti
Nel 1984 l'ente postale francese ha reso omaggio all'opera di Cheval emettendo un francobollo che raffigura il palazzo e ha allestito una mostra nel 2007.

## Nei media
- Le Palais Idéal, è il titolo di un brano dell'album omonimo de L'Affaire Louis Trio, un gruppo musicale francese.[14]
- L'artista francese Hugues Aufray, cantante e scultore, in occasione del centenario della realizzazione del Palais Idéal ha dedicato un'opera a Ferdinand Cheval.[15]

### Filmografia
- Histoire du Palais idéal di Jacques Baratier, 1954.